# Vertumnus und Pomona

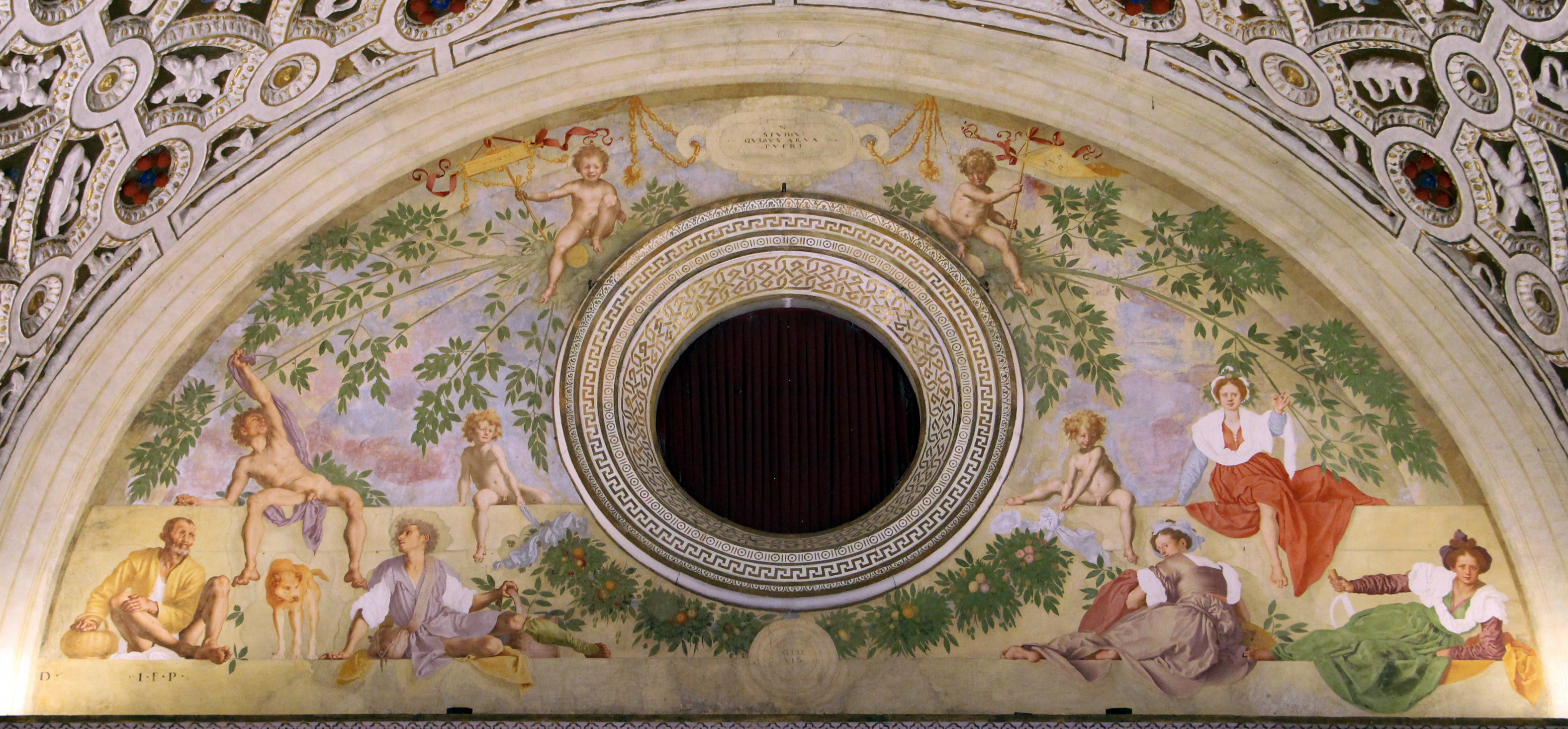
Das Fresko Pontormos in der Villa Medici in Poggio a Caiano (1519–21)

Vertumnus und Pomona ist ein Fresko des italienischen Manieristen Jacopo da Pontormo in der Villa Medici in Poggio a Caiano. Geschaffen wurde es im Auftrag der Medici in den Jahren 1519 bis 1521. Das Fresko befindet sich in der Lünette auf der Stirnseite des repräsentativen Salone der Villa. Thema des Freskos sind zwei Gottheiten aus der römischen Mythologie, Vertumnus, der Gott des Wandels und der Jahreszeiten, und Pomona, die Göttin des Obst- und Gartenbaus. Es zielt auf die Antike und auf die Verherrlichung der Familie Medici.

## Thema
Das Fresko ist eines der wenigen Werke Pontormos zu einem mythologischen Thema. Entnommen ist das Bildthema den Metamorphosen des Ovid.
Pomona ist eine leidenschaftliche Gärtnerin (lateinisch poma, -orum ‚Obst‘). Sie hat nicht viel für Männer übrig und verbietet ihnen den Zutritt zu ihrem Garten. Schon lange ist jedoch Vertumnus, ein verwandlungsfähiger Vegetationsgott (lateinisch vertere ‚wenden‘), in Pomona verliebt und umwirbt sie in unterschiedlichen Gestalten – ohne Erfolg. Er tritt vor ihr nacheinander als Getreideschnitter, Gespannführer, Winzer und Obstbauer auf. Erst als er sich als alte Frau maskiert, kann er Pomonas Herz mit einer Geschichte über die tragischen Folgen von Hartherzigkeit erweichen. Der Sinn des Gemäldes, die Bedeutung der einzelnen Figuren ist, wie so häufig bei anderen Werken der Renaissance und des Manierismus, nicht einfach und nicht immer schlüssig zu deuten. Es wurde daher Gegenstand unterschiedlicher Interpretationen durch die Kunstwissenschaft.

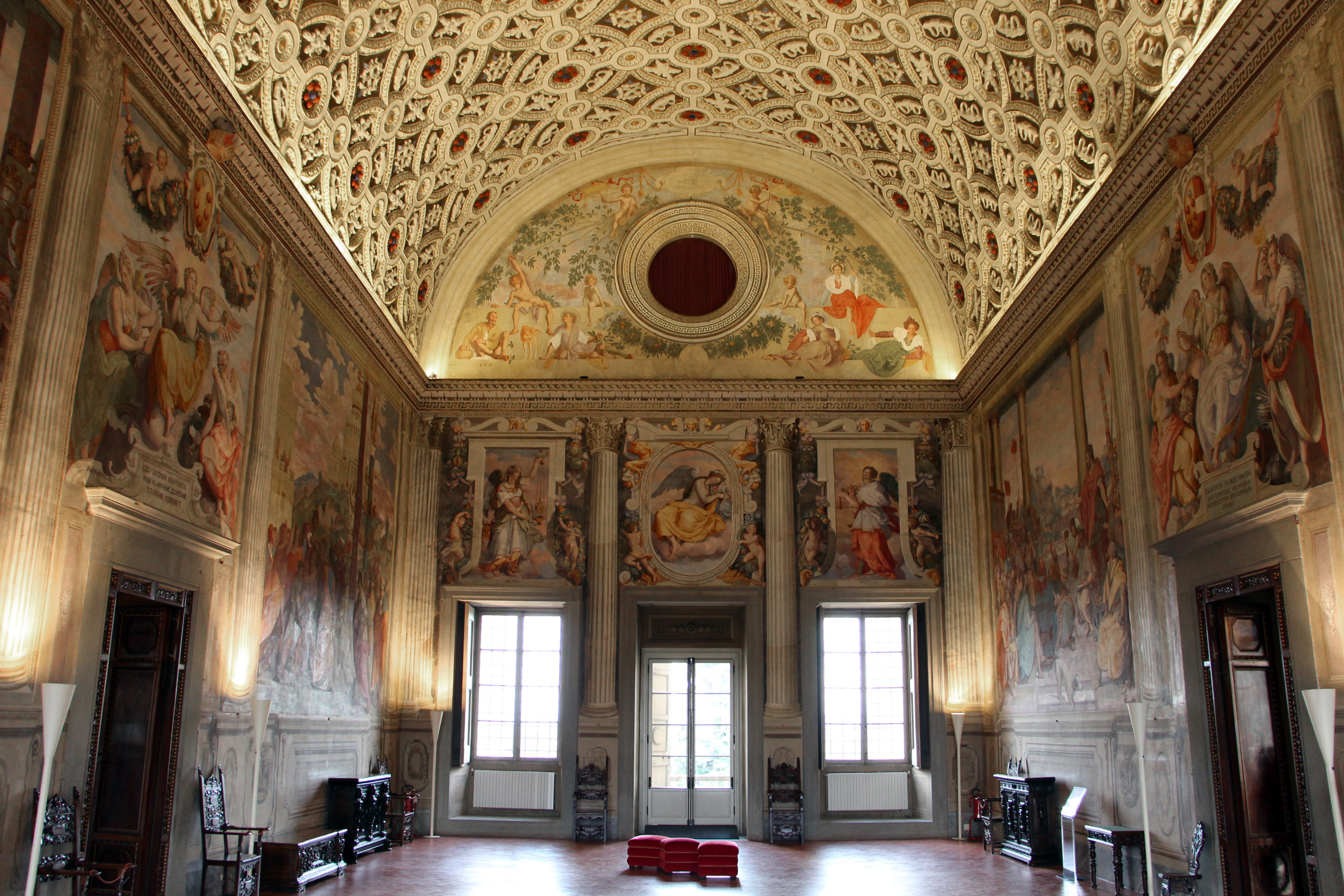
Der Saal Leos X. in der Villa Medici

## Geschichte
Das Bild ist Pontormos frühester großer Auftrag als Wandmaler. Er erhielt ihn zusammen mit Franciabigio und Andrea del Sarto und betraf die durch Paolo Giovio konzipierte Ausmalung des großen Saals der Villa. Während Franciabigio und Andrea del Sarto auf die Wände je eine Szene aus der antiken römischen Geschichte malten, die auf die Geschicke der Medici anspielen, fiel Pontormo die Bemalung einer Lünette zu, die Vasari als Vertumnus und Pomona gedeutet hat. Nach dem Tod Leos X. (1521) wurde die Ausmalung eingestellt und wurde erst gegen Ende der 1570er Jahre auf Veranlassung von Francesco de’ Medici durch Alessandro Allori vollendet.